# Gnathocera hirta
Gnathocera hirta är en skalbaggsart som beskrevs av Hermann Burmeister 1842. Gnathocera hirta ingår i släktet Gnathocera och familjen Cetoniidae. Inga underarter finns listade i Catalogue of Life.